# Crazy Horse (Crazy Horse)
| Recensione              | Giudizio        |
| ----------------------- | --------------- |
| AllMusic                | [ 1 ]           |
| Robert Christgau        | A-              |
| Sputnikmusic            | 4.1 (Excellent) |
| Dizionario del Pop-Rock | [ 4 ]           |
| 24.000 dischi           | [ 5 ]           |

Crazy Horse è il primo album dei Crazy Horse, pubblicato dalla Reprise Records nel febbraio del 1971.

## Tracce
Lato A
1. Gone Dead Train – 4:08 (Jack Nitzsche, Russ Titelman)
2. Dance, Dance, Dance – 2:10 (Neil Young)
3. Look at All the Things – 3:30 (Danny Whitten)
4. Beggars Day – 4:20 (Nils Lofgren)
5. I Don't Want to Talk About It – 5:17 (Danny Whitten)

Lato B
1. Downtown – 3:14 (Danny Whitten, Neil Young)
2. Carolay – 2:50 (Jack Nitzsche, Russ Titelman)
3. Dirty, Dirty – 3:30 (Danny Whitten)
4. Nobody – 2:35 (Nils Lofgren)
5. I'll Get By – 3:08 (Danny Whitten)
6. Crow Jane Lady – 4:23 (Jack Nitzsche)

## Formazione
Crazy Horse
- Danny Whitten - chitarra, accompagnamento vocale
- Danny Whitten - voce solista (brani: Gone Dead Train, Look at All the Things, I'll Get By, Downtown, Carolay, Dirty, Dirty, Nobody e I'll Get By)
- Jack Nitzsche - pianoforte, accompagnamento vocale
- Jack Nitzsche - voce solista (brano: Crow Jane Lady)
- Billy Talbot - basso, accompagnamento vocale
- Ralph Molina - batteria, accompagnamento vocale
- Ralph Molina - voce solista (brano: Dance, Dance, Dance)

Musicisti aggiunti
- Nils Lofgren - chitarra, accompagnamento vocale
- Nils Lofgren - voce solista (brano: Beggars Day)
- Ry Cooder - chitarra slide (brani: I Don't Want to Talk About It, Dirty, Dirty e Crow Jane Lady)
- Gib Gilbo (Gib Gilbeau) - fiddle (brano: Dance, Dance, Dance)

Note aggiuntive
- Jack Nitzsche e Bruce Botnick - produttori
- Crazy Horse - arrangiamenti
- Registrazioni effettuate al: Wally Heider Studio D di San Francisco (California) ed al Sunset Sound Studio #1 di Los Angeles (California)
- Bruce Botnick - ingegnere delle registrazioni
- Mixaggio effettuato al A&M Studio ed allo studio E di Los Angeles (California)
- Henry Lewy - ingegnere del mixaggio
- Elliot Roberts e Ronald Stone - lookout management
- Gary Burden - fotografia copertina frontale album
- Joel Bernstein - fotografia retrocopertina album
- Gary Burden - art direction, design album[8]